# Dubovaz
Dubovaz (in croato Dubovac) è un isolotto disabitato della Dalmazia meridionale, in Croazia, adiacente alla penisola di Sabbioncello. Amministrativamente appartiene al comune della città di Stagno, nella regione raguseo-narentana.
Dubovaz fa parte del gruppo di isolotti chiamati scogli di Briesta, dal nome del villaggio (Brijesta) che si trova a sud-est nella valle omonima.

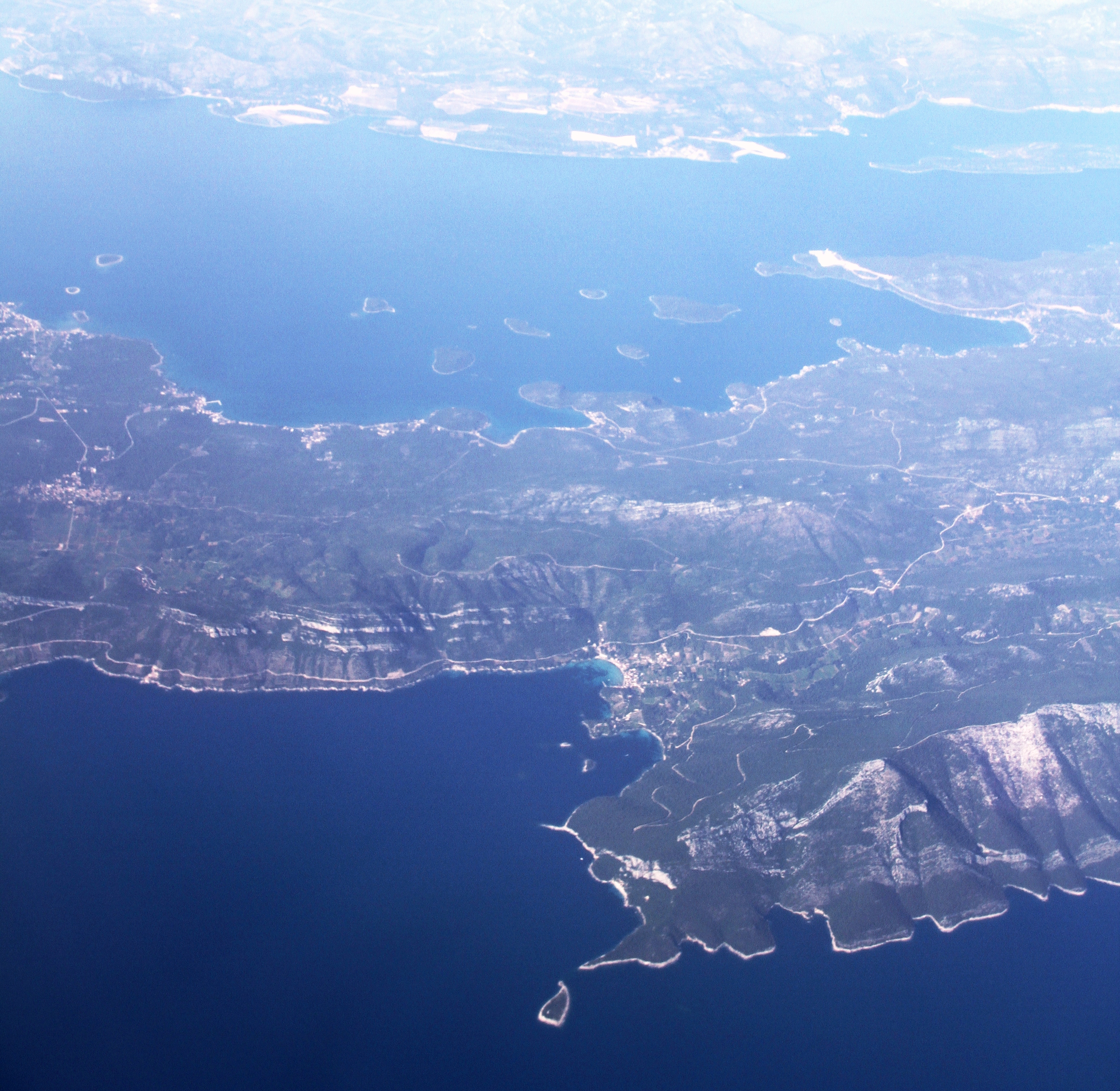
Gli isolotti della baia di Bratcovizza (in alto)

## Geografia
Dubovaz si trova sul lato nord-est della penisola di Sabbioncello, a nord-ovest di valle Brista o Briesta (uvala Brijesta), insenatura interna dell'ampia baia di Bratcovizza la quale è anche chiamata mar Piccolo (Malo More) ed è racchiusa tra punta Rat (rt Rat), detta anche punta della Madonna, e punta Blazza (rt Blaca o Blace). Altre fonti limitano la baia di Bratcovizza alla parte occidentale davanti al porto Drazze o Dracce (Drače), delimitata a est dagli isolotti Dubovaz e Gallicia.
Dubovaz è situato a nord della piccola valle San Vito (uvala Sutvid), chiamata anche Stignivaz, a circa 520 m da punta Sagodista (Jagodište). L'isolotto ha una superficie di 0,12 km², il suo sviluppo costiero è di 1,31 km e l'altezza di 46 m.

### Isole adiacenti
- Gallicia[15], Galiciak[5] o Prigrada[4] (Galičak), isolotto situato a nord, a 730 m[2] e 2 km a nord-est del porto di Drazze; ha una superficie di 0,048 km²[1], lo sviluppo costiero è di 0,91 km[1], l'altezza di 29,9 m[2] 42°56′13″N 17°28′29″E. A 90 m da Gallicia, in direzione ovest, c'è un piccolo scoglio (hrid Lješević) che ha un'area di 2512 m²[7] 42°56′09″N 17°28′19″E.
- Lovoricovaz[16], Lovucovaz[4] o Zavoriscovaz[5] (Lovorikovac), isolotto di forma allungata, a est a circa 600 m[2]; ha una superficie di 0,061 km²[1], lo sviluppo costiero è di 1,08 km[1], l'altezza di 21,9 m[2] 42°55′41″N 17°29′06″E.
- scoglio Trebicet[17], Tralinche[4] o Pridoricoviza[5] (hrid Geravac), 390 m a nord-est di Dubovaz e a 250 m[2] da Lovoricovaz; ha un'area di 2083 m²[7] 42°55′45″N 17°28′51″E.

### Cartografia
- (HR) Mappa topografica della Croazia 1:25000, su preglednik.arkod.hr. URL consultato il 5 settembre 2017.
- G. Giani, Carta prospettiva delle Comuni censuarie della Dalmazia, foglio 12, 1839. Fondo Miscellanea cartografica catastale, Archivio di Stato di Trieste.
- Carta di cabottaggio del mare Adriatico, foglio XI, Milano, Istituto geografico militare, 1822-1824. URL consultato il 5 settembre 2017 (archiviato dall'url originale il 13 aprile 2013).